# Chennenahalli, Alur
Chennenahalli là một làng thuộc tehsil Alur, huyện Hassan, bang Karnataka, Ấn Độ.